# 準母音
準母音（じゅんぼいん、ラテン語: matres lectionis 文字通りには「読みの母（複数形）」）は、子音字のみを持つ表記体系（アブジャド）において、子音字を二次的に母音の表記に用いることをいう。とくにヘブライ文字においてこの語が用いられる。

## 概要
初期の北セム文字では厳密に子音のみが表記されていたが、紀元前9世紀から紀元前5世紀ごろにかけて子音字を母音の表記にも利用することが行われるようになった。これを準母音と呼ぶ。最初は語末の長母音のみがこの方式で記されたが、すぐに語中でも用いられるようになった。
準母音字として使われる文字には ' (/ʔ/ の音), h, w, y があり、場合によっては ʿ (/ʕ/ の音) も使われることがあった。準母音は、歴史的に発音されていた子音が発音されなくなっても書かれ続けることによって自然に発生した。
準母音表記がすべての北西セム語に広まったわけではなく、フェニキア語では紀元前1世紀になるまで厳密な子音表記だったが、フェニキア語の子孫であるポエニ語では準母音が使われた。
ヘブライ文字やアラム文字では準母音がギリシア文字のように独立した母音字に発達することはなく、常に曖昧さがついてまわった。この問題はダイアクリティカルマークを加えることによって解決される。

## ヘブライ文字
ヘブライ語の表記では最初期からה（h）、ו（v）י（y）の3字が準母音として用いられた。最初は語末の長母音を表すために用いられ、ה が/aː, eː, oː/、ו が /uː/、י が /iː/ を表した。後に語中でも使われるようになり、ו が /oː, uː/、י が /eː, iː/ を表すようになった。紀元前1千年紀後半になると /oː/ は ה ではなく ו と書かれるようになっていった。紀元前1世紀までには準母音の使用は規則的になったが、聖書の本文の表記には保守的なつづりが保たれた。
なお、מה（ma、「何」）のהは最初から準母音だったわけではなく、古くは子音のhが実際に発音されていたと考えられる。アラム文字やアラビア文字と異なり、聖書ヘブライ語でא（'）が単なる準母音として用いられることはほとんどない。ראש（roš、頭）のような語のאが準母音とされることがあるが、実際には本来あった声門破裂音が脱落したにもかかわらず書かれているもので、母音を表記するために書かれているわけではない（アラビア語: رأس（ra's、頭）を参照）。
準母音を規則的に入れた表記を完全表記（ラテン語: plene）と呼ぶ。現代ヘブライ語では20世紀にヘブライ語アカデミーによるガイドラインが提出され、ほぼ統一して表記されるようになった。しかし聖書では不完全表記（defective）が多く、同じ語がさまざまに異なってつづられる。たとえば現代ヘブライ語でקולות（kolot、「声（複数形）」）と書かれる語は、聖書ではקולת、קלות、קלתの3種類の形が見られる。
西暦600年ごろになるとニクダー（ダイアクリティカルマーク）の使用によって母音を含むヘブライ語の音を正確に表記することが可能になったが、聖書以外では通常ニクダーは使われなかった。中世以降になると準母音はさらに拡張されて、母音でない子音のy/vを表すのに יי、וו のように文字を重ねる方式が発達した。
イディッシュ語にはさまざまなつづり方があるが、1936年に制定されて翌年出版されたYIVO（イディッシュ科学院）方式では準母音とニクダーを組みあわせ、ヘブライ文字を完全なアルファベットとして使用している。
| つづり | א | אַ | אָ | ו | וּ | וו | וי | י   | יִ | יי | ײַ  | ע |
| 音     | - | ɑ | ɔ | ʊ | ʊ | v  | ɔj | j,ɪ | ɪ | ɛj | ɑj | ɛ |

## アラム文字
アラム語の表記では ', h, w, y 相当の子音を表す文字が準母音として用いられたが、このうち ' と h は語末の母音のみを表した。w は /uː, oː/ を、y は /iː, eː/ を表した。h は/aː, eː/を表したが、/eː/を表す用途は特定の語に限られ、後に地域によって y または ' に取ってかわられた。時代が下がるにつれて h で /aː/ を表すことも少なくなり、' に取ってかわられた。' は h と同じく /aː, eː/ を表したが、初期においては /aː/ を表すのは一部の語に限られ、また /eː/ を表すようになったのは中期および後期アラム語になってからである。
初期のアラム語では長母音にのみ準母音が用いられた。中期アラム語（紀元前200年以降）では短母音も準母音表記されるようになっていったが、これは母音の長短の区別の消滅を反映すると考えられる。
アラム文字から派生したマンダ文字では、母音はほとんど常に表記されるようになり、ほとんどアルファベットに近くなっている。

## アラビア文字
アラビア文字ではごくわずかな例外を別として、長母音/aː, iː, uː/は規則的に ا（'と表記）、ي（y）、و（w）の文字で表記され、省略することはできない。また二重母音/ai, au/もそれぞれي（y）、و（w）で表記される。ただし語末の/aː/は語によってي（y）が書かれることがあり、後にアリフ・マクスーラと呼ばれてى（y）とは書きわけられるようになった（يには点があり、アリフ・マクスーラにはない。ただし区別しない地域もある）。
アラビア文字の借用先ではさらに準母音が加えられることがある。ペルシア文字では語末の短母音/a,e/がه（h）により、/o/がو（w）により表記される。クルド語のアラビア文字表記では長短すべての母音が義務的に書かれる。